# هول كين
توماس هنري هول كاين (بالإنجليزية: Hall Caine)‏، حامل وسام الإمبراطورية البريطانية لرفقاء الشرف (14 مايو 1853 - 31 أغسطس 1931)، والمعروف عادة باسم هول كاين، روائي بريطاني ومسرحي وكاتب للقصة القصيرة وشاعر وناقد في أواخر القرن التاسع عشر وأوائل القرن العشرين. كانت شعبية كاين في حياته لم يسبق لها مثيل. كتب خمسة عشر رواية عن موضوعات الزنا والطلاق والعنف العائلي واللاشرعية والقتال والتعصب الديني وحقوق المرأة، وأصبح من المعروفين أدبيًا على مستوى العالم، وباع ما مجموعه عشرة ملايين كتاب. كان كاين الروائي الأكثر أجرًا في عصره. (المدينة الخالدة) هي أول رواية باعت أكثر من مليون نسخة في جميع أنحاء العالم. بالإضافة إلى كتبه، كان كاين مؤلفًا لأكثر من اثنتي عشرة مسرحية وكان أحد أكثر الدراميين نجاحًا تجاريًا في عصره؛ وكان العديد منها من إنتاج ويست إند وبرودواي. خصص كاين سبعة من رواياته لهذه المرحلة. تعاون مع كبار الممثلين والمديرين، بما في ذلك ويلسون باريت وفيولا ألين وهربرت بيربوم تري ولويس نابليون باركر والسيدة باتريك كامبل وجورج أليكساندر وآرثر كولينز. جرى تكييف معظم روايات كاين في أفلام صامتة بالأبيض والأسود مثل فلم أ.ي. كولبي عام 1923 الذي كان بعنوان ( 18,454 قدمًا)، والفيلم المُؤلَّف من تسعة عشر بكرة (الابن الضال) والذي أصبح أطول فيلم بريطاني الصنع تجاريًا. وفيلم ألفريد هيتشكوك بعنوان «مانكسمان»، في عام 1929 والذي كان آخر فيلم صامت لهيتشكوك.
وُلد كاين في رانكورن لأب مانكسي وأم كومبريانية، وترعرع في ليفربول. بعد قضاء أربع سنوات في المدرسة، تدرب كرسام معماري. أثناء ترعرعه، قضى عطلات الطفولة مع الأقارب في جزيرة مان. في سن السابعة عشرة أمضى سنة هناك كمدير مدرسة في موغولد. بعد ذلك عاد إلى ليفربول وبدأ حياته المهنية في الصحافة، وأصبح كاتبًا رئيسيًا في (ليفربول ميركوري). كمحاضر وناقد مسرحي، تمكن من الحصول على دائرة من الأصدقاء الأدبيين البارزين الذين تأثروا به. انتقل كاين إلى لندن بناءً على اقتراح دانتي غابرييل روسيتي وعاش مع الشاعر، إذ عمل كسكرتير ورفيق خلال السنوات الأخيرة من حياة روسيتي. بعد نشر ذكرياته عن روسيتي في عام 1882، بدأ كاين حياته المهنية ككاتب والممتدة لأربعة عقود.
أسس كاين إقامته في جزيرة مان في عام 1895، إذ أقام في الفترة من 1901 إلى 1908 في منزل المانكسيين في كيز، مجلس النواب في الهيئة التشريعية. انتُخِب كاين رئيسًا لجامعة مانكس للإصلاح الوطني في عام 1903 ورئيسًا للجنة المفاتيح التي أعدت عريضة 1907 للإصلاح الدستوري. في عام 1929 مُنِح كاين حرية منطقة دوجلاس، جزيرة مان. زار كاين روسيا في عام 1892 نيابة عن اليهود المضطهدين. في عام 1895، سافر إلى الولايات المتحدة وكندا، حيث مثل جمعية المؤلفين التي أجرت مفاوضات ناجحة وحصلت على تنازلات دولية هامة بشأن حقوق النشر من برلمان دومينيون.
أثناء الحرب العظمى (1914-1918) كتب كاين العديد من المقالات الوطنية وقام بتحرير كتاب الملك ألبرت، والذي ذهبت عائداته لمساعدة اللاجئين البلجيكيين. في عام 1917، حصل على رتبة ضابط في وسام ليوبولد من قبل الملك ألبرت الأول ملك بلجيكا. ألغى كاين العديد من العقود الأدبية في أمريكا لتكريس كل وقته وطاقته للمجهود الحربي البريطاني. بناءً على توصية من رئيس الوزراء لويد جورج للخدمة كمروج دعايات حليف في الولايات المتحدة، جعله الملك جورج الخامس فارسًا للإمبراطورية البريطانية في عام 1918 ورفيق شرف عام 1922. تُوُفّي في سن الثامنة والسبعين  في منزله في قلعة غريبا على جزيرة مان.

## النشأة والتأثيرات

### الأيام الأولى
وُلِد توماس هنري هول كاين في 14 مايو 1853 في 29 شارع بريدجووتر، رانكورن، شيشاير، إنجلترا، كان الأكبر بين ستة أبناء لجون كاين (1825-1904) وزوجته ساره كاين (ني هول، (1828-1912)). ولدت ساره في وايتهيتهفن، كمبريا، وانحدرت من عائلة منتمية قديمًا إلى جمعية الأصدقاء الدينية من رالف هولز، الشركة المصنعة في الصين. بعد العيش لسنوات عديدة في كمبريا، انتقلت عائلة هول إلى ليفربول حيث التقت سارة، التي كانت تعمل كخياطة، جون وتزوجتهْ. نظرًا لأن زوجها كان عضوًا في الكنيسة الأنجليكانية وليس منتميًا إلى جمعية الأصدقاء الدينية، فقد فقدت علاقتها بجمعية الأصدقاء. طوال حياتها احتفظت بساطة جمعية الأصدقاء في الحياة واللباس. جون كاين، حداد، جاء من جزيرة مان. في غياب العمل، هاجر إلى ليفربول، حيث تدرب كصانع سفن. في وقت ولادة كاين، كان يعمل بشكل مؤقت في أرصفة رانكورن. في غضون بضعة أشهر عادت العائلة إلى ليفربول، حيث أمضى كاين طفولته وشبابه. استأجروا غرفًا في 14 شارع رايل وتوكستيث، وهي قريبة من ميناء ليفربول وداخل مجتمع صغير للوافدين المانكسيين. بحلول عام 1858، انتقلوا إلى الرقم 21. في وقت مبكر من عام 1862، انتقلوا إلى 5 شارع بروغهام حيث التحق كاين بمدرسة (وندسور ستريت ويسليان سكول)، وفي يناير 1865 انتقلت العائلة إلى 2 شارع كوبورغ.
خلال طفولته، أُرسِل كاين أحيانًا للبقاء مع جدته، إيزابيلا، وعمه، ويليام، المزارع والجزار، في كوخهما من القش في بالاف في جزيرة مان.  لقبته جدته باسم «هومي-ميغ» والتي تعني بالمانكسية «تومي الصغير». للجزيرة تاريخ طويل من الفولكلور والخرافات، مرت من جيل إلى جيل. استمرارًا لهذا التقليد، نقلت الجدة كاين معرفتها بالأساطير المحلية والأساطير إلى حفيدها، وأخبرته بقصص لا حصر لها من الجنيات والساحرات والأطباء المشعوذين والعين الشريرة أثناء جلوسهم على النار.
عندما كان كاين في التاسعة من عمره فقد اثنين من أخواته الصغار في غضون عام. أصيبت سارة البالغة من العمر خمس سنوات باستسقاء الرأس بعد الحمى. توفيت إيما البالغة من العمر أربعة عشر شهرًا بسبب الاختلاجات التي سببها السعال الديكي. كان من المقرر أن يُرسَل كاين إلى جزيرة مان للتعافي من مرضه وحزنه. وضعه والده على متن قارب إلى رامزي، مع ملصق مثبت على معطفه وتأكيدات بأن عمه سوف يقابله. حدثت عاصفة عنيفة منعت العبارة من الوصول إلى البر. أُنقِذ كاين بواسطة قارب تجديف كبير. وقد استند في وقت لاحق إلى هذه التجربة عند كتابة المشهد في كتابه (العبد - The Bondman) إذ يُلقى ستيفن أوري على الشاطئ هناك.
تنتمي عائلة كاين إلى الكنيسة المعمدانية في شارع ميرتل، ليفربول، برئاسة هيو ستويل براون ذو الشخصية الكاريزمية، وهو رجل من مانسمان وشقيق الشاعر توماس إدوارد براون. جعلت محاضرات براون العامة وعمله بين الفقراء منه اسما مألوفا في ليفربول. شارك كاين في المجتمع الأدبي والنقاش الذي أنشأه براون. بينما كان كاين صغيرا جدا أصبح معروفا للغاية ويحظى باحترام كبير من قبل شعب جنوب ليفربول. كان هناك طلب كبير عليه كمتحدث، لديه القدرة على جذب جمهور من كلمته الأولى. من خلال دراسة أعمال مدرسة بحيرة الشعراء، وأفضل الكتاب في القرن الثامن عشر، جمع كاين هذه المعرفة مع أفكاره الخاصة عن الكمال، واستمر في تطوير مستواه البلاغي في فن الخطابة.
منذ سن العاشرة، تلقى كاين تعليمه في مدرسة هوب ستريت يونيتاريان الثانوية العُليا في شارع كاليدونيا، ليفربول، ليصبح الفتى الرئيسي في سنته الأخيرة هناك. وقبل ذلك التحق بمدرسة سانت جيمس، وواصل تعليمه لعدة سنوات وبعد ذلك واصل دراسته والتحق بالفصول المسائية في كلية كوينز، معهد ليفربول. قضى ساعات طويلة بمفرده بقراءة الكتب بشغف، ولا سيما في مكتبة ليفربول المجانية. واجه كاين أيضًا ما وصفه بـ «حكة الخربشة» للكتابة. كتب المقالات والقصائد والروايات واللمحات التاريخية العامة ولكنه لم يفكر كثيرًا في نشرها.

## روابط خارجية
- هول كين على موقع IMDb (الإنجليزية)
- هول كين على موقع الموسوعة البريطانية (الإنجليزية)
- هول كين على موقع ألو سيني (الفرنسية)
- هول كين على موقع ميوزك برينز (الإنجليزية)
- هول كين على موقع أول موفي (الإنجليزية)
- هول كين على موقع قاعدة بيانات برودواي على الإنترنت (الإنجليزية)
- هول كين على موقع قاعدة بيانات الأفلام السويدية (السويدية)
- هول كين على موقع قاعدة بيانات الفيلم (الإنجليزية)
- هول كين على موقع كينوبويسك (الروسية)